# Syrphidepulo chaconi
Syrphidepulo chaconi là một loài tò vò trong họ Ichneumonidae.